# Are You a Mason?

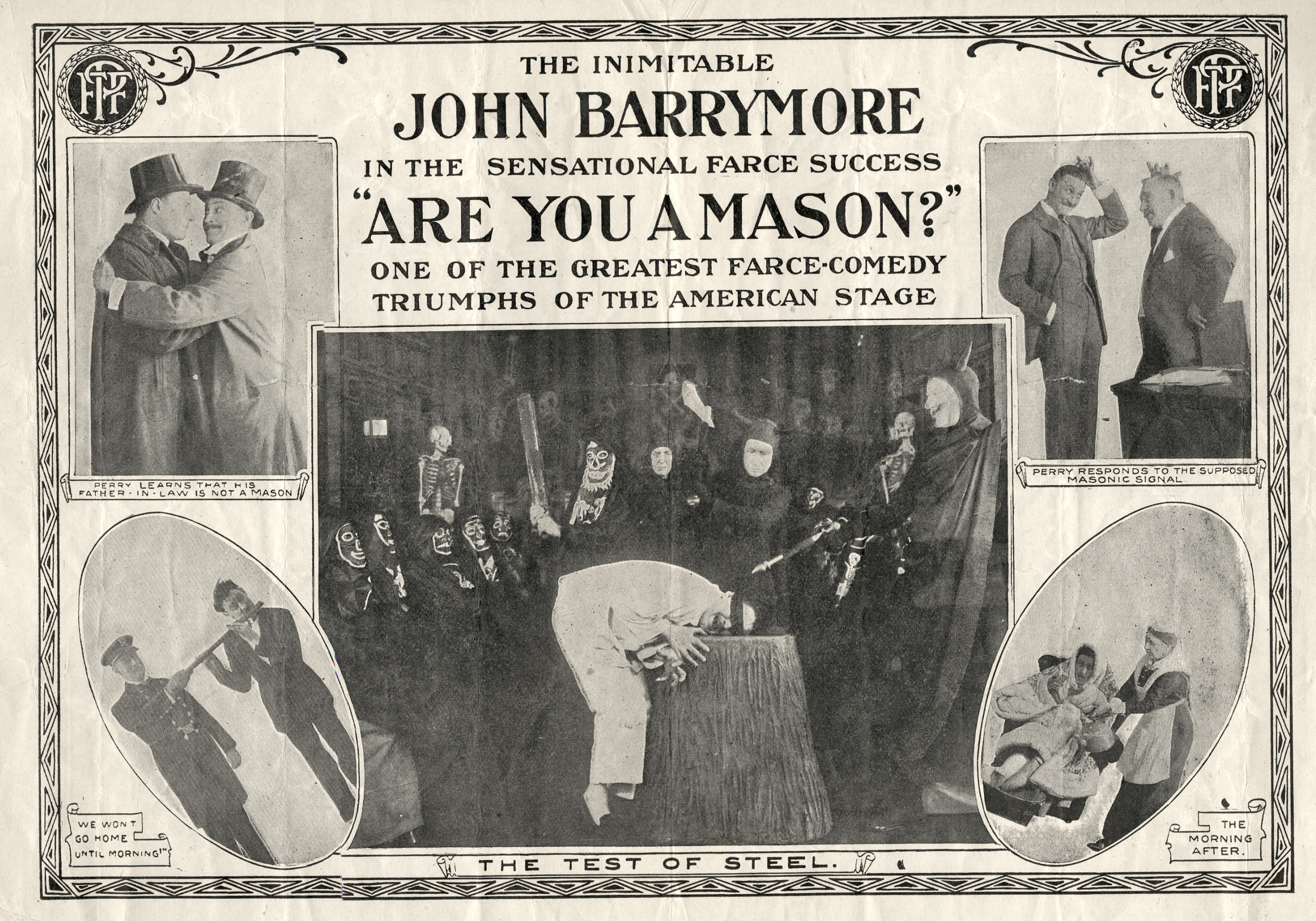
Affiche du film.

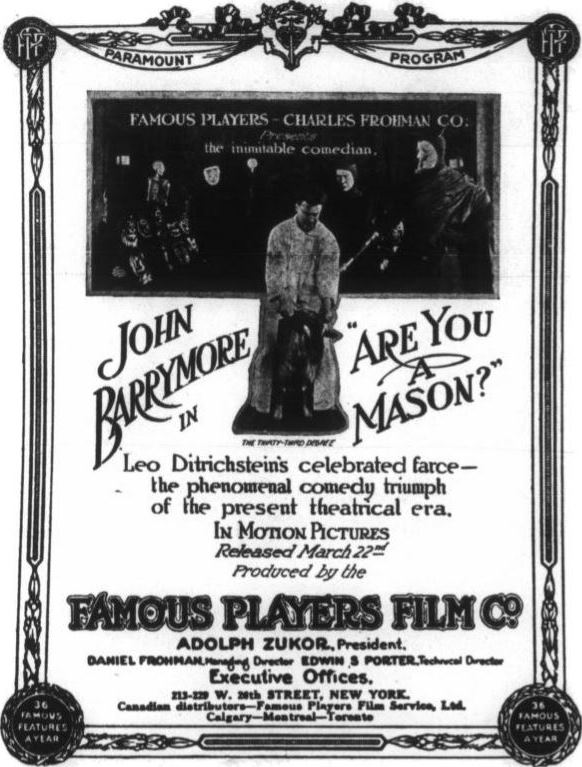
Annonce pour le film dans Variety.

Are You a Mason? est un film américain réalisé par Thomas N. Heffron et produit par Adolph Zukor, sorti en 1915.

## Synopsis
Un jeune marié découvre que sa femme souhaite qu'il devienne franc maçon. Profitant de l'occasion, il sort plusieurs soirs pour faire la fête et s'amuser, tout en racontant à sa femme qu'il suit une initiation à la loge maçonnique. Lorsque sa femme invite son père, un grand maître des francs-maçons, à lui rendre visite, il prend des mesures pour éviter d'être démasqué.

## Fiche technique
- Réalisation : Thomas N. Heffron
- Scénario : Eve Unsell d'après la pièce de 1901 Are You a Mason? de Leo Ditrichstein[2]
- Producteur : Adolph Zukor
- Société de production : Famous Players Film Co.
- Distributeur : Paramount Pictures
- Genre : Drame, film historique[3]
- Durée : 5 bobines
- Date de sortie : 22 mars 1915

## Distribution
- John Barrymore : Frank Perry
- Helen Freeman : Helen Perry
- Charles Dixon : Amos Bloodgood
- Harold Lockwood : Bob Trevors
- W. Dickinson : George Fisher
- Dodson Mitchell : Detective Ketchum
- Alfred Hickman : Billy
- Ida Waterman
- Charles Butler
- Jean Acker
- Lorraine Huling
- Kitty Baldwin